# Anne Piquereau
Anne Piquereau, född den 15 juni 1964 i Poitiers, är en fransk före detta friidrottare som tävlade i häcklöpning.
Piquereaus främsta meriter är från inomhustävlingar på 60 meter häck. Hon blev bronsmedaljör vid inomhus-VM 1985. Hon har även en silvermedalj och två bronsmedaljer från inomhus-EM.
På 100 meter häck var hon i VM-final 1987 där hon slutade på femte plats. Hon var även i EM-final 1994 då hon blev åtta. Dessutom var hon i semifinal vid Olympiska sommarspelen 1992, vid VM 1991 och vid EM 1990.

## Personliga rekord
- 60 meter häck - 7,96 från 1991
- 100 meter häck - 12,82 från 1987